# 岡田重精
岡田 重精（おかだ しげきよ、1920年3月15日 - 2013年8月11日）は、日本の宗教学者。元学校法人皇學館大学理事長、皇學館大学名誉教授。文学博士(東北大学)。

## 人物・略歴
高知県出身。1943年に神宮皇學館大學専門部を卒業し、兵役に服した後、1946年に東北帝国大学法文学部に入学、1949年に東北大学卒業。
ただちに同大学助手となり、1951年に退官。続いて大学院特別研究生。その後、1954年に東北大学文学部東北文化研究室研究員・宮城県工業高等学校教諭、1966年に皇學館女子短期大学助教授、1971年に皇學館短期大学教授、1975年に皇學館大学教授、神道研究所長・学生部長・文学部長等併任。北京大学・ハワイ大学ほか海外招聘講義。1993年に定年退職し同大学名誉教授。
東北大学・江戸川女子短期大学・高野山大学・天理大学等の非常勤講師も勤めた。退職後学校法人皇學館大学常任理事。ついで1998年から2001年までは学校法人皇學館大学理事長。退任後同顧問（2008年まで）。2013年8月11日没。
専門分野は宗教人類学・神道学。初期には主としてタブーに関して研究したが、皇學館大学に着任してからは、日本古代宗教とりわけその基礎信仰である「イミ」（斎忌＝タブーに相応）を対象とし、その意味・機構を変容に関して研究を進めた。その成果はケガレとも関連し評価を得た。

## 家族
妻の岡田照子（旧姓・嶺岸、鶴岡市出身）は岐阜女子大学教授で、『瀬川清子: 女性民俗学者の軌跡』（岩田書、2012/6/1)などの著書がある。瀬川は大妻女子専門学校時代の恩師で、瀬川も照子も柳田国男門下生。

## 著書
- 『信仰と人生』、皇學館大学出版部、1968
- 『古代の斎忌(イミ)－日本人の基層信仰－』、国書刊行会、1982
- 『斎忌の世界－その機構と変容－』、国書刊行会、1989
- 『宗教学概説』、杉山書店、1992
- 『日本宗教への視角』、東方出版、1994
- 『日本宗教の世界 一つの聖なる道』（B・エアハート著の訳書）、朱鷺書房、1994
- 『日本の(カミ)神－原初・古代と現代』、皇學館大学出版部、2009